# 臭鼬猿
臭鼬猿（英语：Skunk ape），又名路易斯安那州大脚怪（Louisiana Bigfoot ）、佛罗里达州大脚怪（ Florida Bigfoot）、迈阿卡臭鼬猿（myakka skunk ape）、迈阿卡猿(Myakka ape)、臭猿（ stink ape）、沼泽猿（swamp ape）、沼泽Squatch（swampsquatch）。是一种傳說出没于美国佛罗里达州、北卡罗来纳州与阿肯色州的人型神秘生物，它得名于身上令人作呕的气味。

## 目击
臭鼬猿的目击报告在20世纪60年代与70年代尤为常见。1959年，三名童子军在奥卡拉国家森林（Ocala National Forest ）看见一个巨大的、毛绒绒的怪物。1974年，美国佛罗里达州迈阿密-戴德县的郊区出现有关巨大、毛绒绒且散发恶臭的猿类动物的目击。调查员乔·尼克尔（Joe Nickell）认为有些目击者看见的是美洲黑熊，而其它目击则是恶作剧与野生动物误认。美国国家公园管理局认为臭鼬猿并不存在。

## 迈阿卡照片
2000年，一名匿名女性将两张猿猴的照片寄往佛罗里达州萨拉索塔县警局。据寄信者描述，照片中的生物曾三度出现于后院。这些照片目前被大脚怪爱好者称之为“臭鼬猿照片”。神秘动物学研究者洛伦·科尔曼在对照片分析后认为，“迈阿卡照片”中的生物脸部类似苏门达腊猩猩，但无法肯定就是一只猩猩，也有可能是某种未知的灵长类动物。